# Paratupua grayi
Paratupua grayi is een spinnensoort in de taxonomische indeling van de Synotaxidae.
Het dier behoort tot het geslacht Paratupua. De wetenschappelijke naam van de soort werd voor het eerst geldig gepubliceerd in 1990 door Norman I. Platnick.